# ماسيمو أورلاندو
ماسيمو أورلاندو (بالإيطالية: Massimo Orlando)‏ (26 مايو 1971 بسان دونا دي بيافي في إيطاليا - ) هو مدرب كرة قدم ولاعب كرة قدم إيطالي في مركز الوسط. شارك مع منتخب إيطاليا تحت 21 سنة لكرة القدم. أما مع النوادي، فقد لعب مع أتالانتا وإيه سي ميلان وفيورنتينا ونادي بيستويسي ونادي ريجينا ويوفنتوس وFCD Conegliano Calcio 1907 ‏ وConegliano Calcio ‏.

## وصلات خارجية
- ماسيمو أورلاندو على موقع قاعدة بيانات كرة القدم.إي يو (الإنجليزية)
- ماسيمو أورلاندو على موقع عالم كرة القدم.نت (الإنجليزية)